# Campeonato Europeu de Ginástica de Trampolim
O 'Campeonato Europeu de Ginástica de Trampolim', por vezes referido mais formalmente como Campeonato Europeu de Trampolim, Duplo-Mini Trampolim e Tumbling, é o principal campeonato de ginástica de trampolim da Europa, incluindo as disciplinas de duplo-mini trampolim e tumbling, organizado pela União Europeia de Ginástica.

## Eventos
- Trampolim: Individual, Equipes, Sincronizado
- Duplo-Mini Trampolim: Individual, Equipes
- Tumbling: Individual, Equipes

## Edições
Edições sênior acontencem desde 1969 e edições juvenis desde 1972, edições sênior e juvenil em simultâneo são realizadas desde 2000.
1969: A Fédération française des sports au trampoline (FFST) foi formada em 1965 e organizou o primeiro Campeonato Europeu em 1969.
1969-1998: A Fédération Internationale de Trampoline (FIT) foi formada em 1964 e organizou Campeonatos Europeus de 1969 a 1998.
A ginástica de trampolim é membro da FIG desde 1 de janeiro de 1999.
S: Sênior / J: Juvenil
| # (S/J)                 | Ano  | Cidade-sede          | País anfitrião     | Eventos (S+J) | Ref                         |
| ----------------------- | ---- | -------------------- | ------------------ | ------------- | --------------------------- |
| Sênior / Juvenil (FIT)  |      |                      |                    |               |                             |
| 1 S                     | 1969 | Paris                | França             | 4             | [ 12 ] [ 13 ]               |
| 2 S                     | 1971 | Ghent                | Bélgica            | 4             | [ 14 ] [ 15 ]               |
| 1 J                     | 1972 | Cardiff              | Grã-Bretanha       |               | [ 16 ] [ 17 ]               |
| 3 S                     | 1973 | Edinburgh            | Grã-Bretanha       | 4             | [ 18 ] [ 19 ]               |
| 2 J                     | 1974 | Copenhagen           | Dinamarca          |               | [ 20 ] [ 21 ]               |
| 4 S                     | 1975 | Basel                | Suíça              | 4             | [ 22 ] [ 23 ]               |
| 3 J                     | 1976 | Düsseldorf           | Alemanha Ocidental |               | [ 24 ] [ 25 ]               |
| 5 S                     | 1977 | Essen                | Alemanha Ocidental | 4             | [ 26 ] [ 27 ]               |
| 4 J                     | 1978 | Copenhagen           | Dinamarca          |               | [ 28 ] [ 29 ]               |
| 6 S                     | 1979 | Paris                | França             | 4             | [ 30 ] [ 31 ]               |
| 5 J                     | 1980 | Edinburgh            | Grã-Bretanha       |               | [ 32 ] [ 33 ]               |
| 7 S                     | 1981 | Brighton             | Grã-Bretanha       | 6             | [ 34 ] [ 35 ] [ 36 ]        |
| 6 J                     | 1982 | Moulins              | França             |               | [ 37 ] [ 38 ]               |
| 8 S                     | 1983 | Burgos               | Espanha            | 12            | [ 39 ] [ 40 ]               |
| 7 J                     | 1984 | Leopoldsburg         | Bélgica            |               | [ 41 ] [ 42 ]               |
| 9 S                     | 1985 | Groningen            | Países Baixos      | 14            | [ 43 ] [ 44 ] [ 45 ]        |
| 8 J                     | 1986 | Częstochowa          | Polônia            |               | [ 46 ] [ 47 ]               |
| 10 S                    | 1987 | Braga                | Portugal           | 14            | [ 48 ] [ 49 ]               |
| 9 J                     | 1988 | Salzgitter           | Alemanha Ocidental |               | [ 50 ] [ 51 ]               |
| 11 S                    | 1989 | København            | Dinamarca          | 14            | [ 52 ] [ 53 ]               |
| 10 J                    | 1990 | Uppsala              | Suécia             |               | [ 54 ] [ 55 ]               |
| 12 S                    | 1991 | Poznań               | Polônia            | 14            | [ 56 ] [ 57 ]               |
| 11 J                    | 1992 | Deinze               | Bélgica            |               | [ 58 ] [ 59 ]               |
| 13 S                    | 1993 | Sursee               | Suíça              | 13            | [ 60 ] [ 61 ]               |
| 12 J                    | 1994 | Houthalen-Helchteren | Bélgica            |               | [ 62 ] [ 63 ]               |
| 14 S                    | 1995 | Antibes              | França             | 13            | [ 64 ] [ 65 ]               |
| 13 J                    | 1996 | Saint Petersburg     | Rússia             |               | [ 66 ] [ 67 ]               |
| 15 S                    | 1997 | Eindhoven            | Países Baixos      | 14            | [ 68 ] [ 69 ]               |
| 14 J                    | 1998 | Villa do Conde       | Portugal           | 10            | [ 70 ] [ 71 ]               |
| 16 S                    | 1998 | Dessau               | Alemanha           | 14            | [ 72 ] [ 73 ] [ 74 ]        |
| Seniors + Juniors (UEG) |      |                      |                    |               |                             |
| 17/15                   | 2000 | Eindhoven            | Países Baixos      | 14+14         | [ 75 ] [ 76 ] [ 77 ] [ 78 ] |
| 18/16                   | 2002 | Saint Peterburg      | Rússia             | 13+12         | [ 79 ] [ 80 ] [ 81 ] [ 82 ] |
| 19/17                   | 2004 | Sofia                | Bulgária           | 14+14         | [ 83 ] [ 84 ]               |
| 20/18                   | 2006 | Metz                 | França             | 14+14         | [ 85 ] [ 86 ]               |
| 21/19                   | 2008 | Odense               | Dinamarca          | 14+14         | [ 87 ] [ 88 ]               |
| 22/20                   | 2010 | Varna                | Bulgária           | 14+12         | [ 89 ] [ 90 ]               |
| 23/21                   | 2012 | Saint Petersburg     | Rússia             | 14+14+2       | [ 91 ] [ 92 ] [ 93 ]        |
| 24/22                   | 2014 | Guimarães            | Portugal           | 14+14         | [ 94 ] [ 95 ] [ 96 ]        |
| 25/23                   | 2016 | Valladolid           | Espanha            | 14+14         | [ 97 ] [ 98 ] [ 99 ]        |
| 26/24                   | 2018 | Baku                 | Azerbaijão         | 14+14         | [ 100 ] [ 101 ]             |
| 27/25                   | 2020 | Sochi                | Rússia             | 13+14         | [ 102 ] [ 103 ]             |
| 28/26                   | 2022 | Rimini               | Itália             | 14+13         | [ 104 ]                     |
| 29/27                   | 2024 | Guimarães            | Portugal           | 14+12         | [ 105 ]                     |

- 2012: 2 eventos em U21
- 2020: foi realizado em 2021

## Medalhas (1969-2024)

### Sênior (1969-2024)
Incompleto
| Pos.                | País                | Ouro | Prata | Bronze | Total |
| ------------------- | ------------------- | ---- | ----- | ------ | ----- |
| 1                   | Rússia              | 85   | 38    | 25     | 148   |
| 2                   | União Soviética     | 37   | 15    | 6      | 58    |
| 3                   | França              | 35   | 28    | 28     | 91    |
| 4                   | Grã-Bretanha        | 34   | 35    | 39     | 108   |
| 5                   | Portugal            | 22   | 32    | 23     | 77    |
| 6                   | Bielorrússia        | 22   | 21    | 20     | 63    |
| 7                   | Alemanha Ocidental  | 19   | 8     | 4      | 31    |
| 8                   | Alemanha            | 17   | 19    | 25     | 61    |
| 9                   | Ucrânia             | 11   | 11    | 26     | 48    |
| 10                  | Espanha             | 11   | 5     | 17     | 33    |
| 11                  | Polónia             | 7    | 8     | 9      | 24    |
| 12                  | Bélgica             | 5    | 5     | 7      | 17    |
| 13                  | Dinamarca           | 4    | 5     | 7      | 16    |
| 14                  | Bulgária            | 4    | 3     | 5      | 12    |
| 15                  | Azerbaijão          | 2    | 3     | 2      | 7     |
| 16                  | Geórgia             | 1    | 6     | 3      | 10    |
| 17                  | Suécia              | 1    | 4     | 5      | 10    |
| 18                  | Países Baixos       | 1    | 3     | 2      | 6     |
| 19                  | Suíça               | 1    | 1     | 1      | 3     |
| 20                  | Eslováquia          | 1    | 1     | 0      | 2     |
| 21                  | Grécia              | 1    | 0     | 1      | 2     |
| 22                  | Moldávia            | 0    | 0     | 1      | 1     |
| Total (22 entradas) | Total (22 entradas) | 321  | 251   | 256    | 828   |

- Estados extintos.